# Монастир Святої Анни (Єрусалим)
Монастир Святої Анни — православний грецький монастир, що розташований, згідно із переказом, на місці будинку праведних Йоакима і Анни, де народилася Діва Марія. Розташований в мусульманському кварталі Старого міста Єрусалима, біля Левових воріт. Належить Єрусалимській православній церкві. Сучасна будівля побудована у 1907 році над печерою, яка в минулому була частиною будинку батьків Богородиці. На першому поверсі монастиря розташована церква Різдва Пресвятої Богородиці.